# 湖里街道
湖里街道是中国福建省厦门市湖里区下辖的一个街道。

## 行政区划
湖里街道共辖18个社区，分别是：
湖里社区、村里社区、徐厝社区、濠头社区、东渡社区、塘边社区、后浦社区、金鼎社区、南山社区、东荣社区、康乐社区、康晖社区、康泰社区、怡景社区、和通社区、新港社区、海天社区、兴华社区。